# Foroglio
Foroglio è una frazione del comune svizzero di Cevio, nel Canton Ticino (distretto di Vallemaggia).

## Geografia fisica
Caratteristico villaggio con case in pietra della Val Bavona.

## Monumenti e luoghi d'interesse
- Case in pietra
- Cascata di Foroglio
- Chiesa
- Oratorio di Foroglio